# Joachim Bohm (Kristallograph)
Joachim Bohm (* 1935 in Brandenburg an der Havel) ist ein deutscher Kristallograph mit dem Forschungsschwerpunkt Kristallzüchtung. Er wurde bekannt als Mitherausgeber des Standardlehrbuchs Einführung in die Kristallographie (mit Hans-Joachim Bautsch und Will Kleber).

## Leben
Joachim Bohm studierte ab 1953 Mineralogie an der Humboldt-Universität zu Berlin, wo er 1958 die Diplomprüfung ablegte. Sein Lehrer war dort Will Kleber. Seinen Doktortitel erhielt er 1962 ebenfalls von der Humboldt-Universität. Von 1958 bis 1964 war er Forschungsassistent am Institut für angewandte Physik der Reinstoffe in Dresden. Von 1964 bis 1991 arbeitete er am Zentralinstitut für Optik und Spektroskopie in Berlin-Adlershof. Erst nach der Wende wurde er 1990 zum Professor ernannt. 2008 erhielt er die Will-Kleber-Gedenkmünze für besondere Leistungen in der strukturorientierten Kristallographie der Deutschen Gesellschaft für Kristallographie.

## Werke
- Will Kleber, Hans-Joachim Bautsch, Joachim Bohm, Detlef Klimm: Einführung in die Kristallographie. 19. Auflage. Oldenbourg Wissenschaftsverlag, München 2010, ISBN 978-3-486-59075-3.
- K.-Th. Wilke, J. Bohm: Kristallzüchtung. VEB Deutscher Verlag der Wissenschaften, Berlin 1988, ISBN 3-326-00092-8.
- J. Bohm: Realstruktur von Kristallen. Schweizerbart, Stuttgart 1995, ISBN 3-510-65160-X (schweizerbart.de).
- J. Bohm: Acronyms and Abbreviations in Natural Science and Technology / Akronyme und Abbreviata - Abkürzungen aus Naturwissenschaft und Technik English-German, Englisch-Deutsch. 4. Auflage. Schweizerbart, Stuttgart 2014, ISBN 978-3-510-65293-8, S. 238 (schweizerbart.com).
- I.S. Zheludev, J. Bohm: Kristallphysik und Symmetrie. Akademie-Verlag, Berlin 1990, ISBN 3-05-500688-7.